# Корпус зв'язку армії США
Корпус зв'язку армії США (англ. United States Army Signal Corps, USASC) — рід військ, війська зв'язку армії США, призначені для розгортання та підтримання системи зв'язку та забезпечення управління військовими формуваннями (об'єднаннями, з'єднаннями, частинами, підрозділами та військовослужбовцями) збройних сил держави у мирний та воєнний час. Протягом всієї історії війська зв'язку проходили дослідження та випробування новітніх технологій, у їх надрах з'явилися нові підрозділи, які згодом виділилися на окремі державні служби, такі як Розвідувальне управління Міністерства оборони США, Національна погодна служба та авіаційна секція Корпусу зв'язку США.

## Призначення
Основним призначенням військ зв'язку є підтримка управління загальновійськовими військами (силами). Забезпечення зв'язку включає мережеві операції (забезпечення інформації, керування розповсюдженням інформації та керування мережею) та керування електромагнітним спектром. Військовий зв'язок охоплює всі аспекти проектування, встановлення мереж передавання даних, які використовують одно- та багатоканальні супутникові, тропосферні системи розсіювання, наземні мікрохвильові, комутацію, обмін повідомленнями, відео-телеконференції, візуальну інформацію та інші пов'язані системи. Вони об'єднують тактичні, стратегічні та базові системи зв'язку, обробки інформації та керування в безперебійну глобальну інформаційну мережу, яка підтримує домінування знань для армійських, об'єднаних і коаліційних операцій.